# O Velho Fusca
O Velho Fusca é um futuro filme de comédia romântica brasileiro, distribuído por A2 Filmes, produzido por Ruschel Studios, coproduzido por Ayrosa Produções, Uno Filmes e La Duka Produções, conta com roteiro de Bill Labonia e direção de  Emiliano Ruschel . É estrelado por Tonico Pereira, Caio Manhente
e Giovanna Chaves.  Previsão de lançamento em 2025. 

## Sinopse
Junior (Caio Manhente), depois de descobrir um velho fusca abandonado na garagem do seu avô (Tonico Pereira), bola um plano para conseguir ficar com o carro, mas para isso vai ter que remendar uma antiga briga que fraturou a família há anos. Junior descobre um velho amargurado que perdeu a vontade de viver, sozinho e isolado de toda a família.  

## Elenco
- Tonico Pereira como Vovô
- Caio Manhente como Junior
- Giovanna Chaves como Laila
- Danton Mello como Mauricio
- Cleo como Elaine
- Christian Malheiros como Jeff
- Rodrigo Ternevoy como Tio Beto
- Emiliano Ruschel como Johnny Fender